# Alan Chambers
Alan Chambers (nacido el 21 de febrero de 1972) fue el último presidente que tuvo la organización Exodus International ubicado en Orlando, Florida. Antes de llegar a Exodus, Chambers formó parte del equipo pastoral en Calvary Assembly of God, una de las iglesias más grandes de Orlando. En junio de 2013 anunció el cierre de Exodus International y pidió perdón a todos los homosexuales quienes fueron víctimas de dicha organización. Reconoció al mismo tiempo que se siente arrepentido por haber provocado enormes sufrimientos a tanta gente y haber conducido a varios al suicidio. Chambers fue miembro del Arlington Group,  formada para aprobar legislaciones en contra de los matrimonios entre personas de mismo sexo. Fue poniente contra la legislación de matrimonio del estado de Massachusetts sobre los matrimonios del mismo sexo y ha influenciado a miembros del Congreso para iniciar legislaciones en contra de los matrimonios del mismo sexo. La revista evangélica Charisma lo nombro como uno de los líderes cristianos top que representan el futuro de la iglesia en Estados Unidos.
Chambers aseguraba "haber luchado contra su homosexualidad" En 2013 dio su primera disculpa publica afirmando “Lo lamento por el dolor y el daño que muchos de ustedes han experimentado. Lamento que muchos de hayan pasado años trabajando con vergüenza y culpa cuando sus atracciones no cambiaron. Lamento que promoviéramos esfuerzos para cambiar la orientación sexual y teorías reparadoras sobre la orientación sexual que estigmatizó a los padres. era parte de un “sistema de ignorancia
Ha sido entrevistado por varios programas de televisión y radio, así como por la prensa escrita tanto en América del Norte como en Europa, inlucyendo la resivta Time, 20/20 de ABC News, MSNBC’s Buchanan & Press y Nightline de ABC.
En junio de 2013, la organización Exodus International fue cerrada por él mismo, con una disculpa pública hacia la comunidad LGBT diciendo " Por mucho tiempo, hemos sido aprisionados en una visión del mundo que no es la de amar a nuestros semejantes, ni biblicamente ". Además mencionó que buscará crear una comunidad incluyente y transformable
En 2016, Chambers asistió a la Marcha del Orgullo en Washington y desde entonces ha postulado públicamente que Dios ama a todas las personas, independientemente de su orientación sexual.
- God's Grace and the Homosexual Next Door: Reaching the Heart of the Gay Men and Women in Your World Chambers, Alan, Harvest House Publishers (2006) ISBN 978-0-7369-1691-2